# Krebs (Oklahoma)
Krebs – miasto w Stanach Zjednoczonych, w stanie Oklahoma, w hrabstwie Pittsburg.